# Ethanol
Ethanol, ook wel ethylalcohol genoemd, is de bekendste en meest voorkomende alcohol, aangezien het een veelgebruikt oplosmiddel is en het de alcohol is die in alcoholische dranken zit. De molecuulformule van ethanol is C2H5OH, met als brutoformule C2H6O, waardoor het vaak wordt afgekort als EtOH. In het dagelijkse spraakgebruik is ethanol beter bekend als alcohol.
Ethanol is een vluchtige, ontvlambare vloeistof met een karakteristieke geur. Planten en micro-organismen maken ethanol aan tijdens de anaerobe omzetting (fermentatie) van bepaalde koolhydraten. Ook kan het via petrochemische processen worden geproduceerd. Door zijn desinfecterende eigenschappen wordt ethanol verwerkt in sommige ontsmettingsmiddelen. De chemische industrie gebruikt het bij de synthese van organische verbindingen.
Ethanol is een belangrijke alternatieve brandstof. Wanneer het uit biologische bronnen wordt gewonnen, zoals uit plantaardig materiaal, spreekt men van bio-ethanol. Bio-ethanol wordt onder meer ingezet als motorbrandstof, voornamelijk als een additief bij benzine.

## Geschiedenis
Vergisting, het proces dat tot het ontstaan van alcohol uit suikers leidt, is een van de oudste biochemische processen bekend aan de mensheid. Het bedwelmende effect van alcohol was al in de prehistorie bekend. Resten ervan zijn aangetroffen op potscherven in China die zo'n 9000 jaar oud zijn, zodat het gebruik van vergisting zeker tot in het neolithicum teruggaat. Alcoholische dranken waren ook bekend bij de inwoners van Sumerië, zo'n 5000 jaar voor Christus. Het gebruik van alcohol is dan ook wijdverspreid onder de mensheid.
De isolering van het werkzame bestanddeel liet veel langer op zich wachten. Dit werd het eerst verricht door de Perzische alchemist Muhammad ibn Zakarīya Rāzi (865–925). Twee andere onderzoekers die bijdroegen tot de kritische stap in de zuivering, de destillatie van bijvoorbeeld wijn, waren Geber (Jabir ibn Hayyan) en Al-Kindi (Alkindus). Geschriften die aan Geber (721–815) toegeschreven worden vermelden brandbare dampen van kokende wijn. Al-Kindi (801–873) beschrijft de destillatie van wijn in zoveel woorden.
Zuivere alcohol werd pas in 1796 door Johann Tobias Lowitz verkregen door gedestilleerde alcohol te filtreren door een laag van geactiveerde kool. Antoine Lavoisier beschreef de verbinding als een verbinding van koolstof, waterstof en zuurstof en in 1808 bepaalde Nicolas-Théodore de Saussure de chemische samenstelling. Vijftig jaar later publiceerde Archibald Scott Couper de structuurformule van ethanol. Dit maakte ethanol tot een van de eerste verbindingen waarvan de structuur opgehelderd werd. Daarnaast heeft ethanol een prominente plaats ingenomen in de geschiedenis van de structuuranalyse: het is namelijk de eerste verbinding waarvan de structuur via NMR-spectroscopie werd bevestigd (in 1954).
In later tijden slaagde men er ook in ethanol op andere wijze te verkrijgen dan door vergisting. Het is bijvoorbeeld een bijproduct van de raffinage van aardolie.

## Synthese
Ethylalcohol ontstaat onder meer bij vergisting van suikers, bijvoorbeeld:
{\displaystyle {\ce {C6H12O6 -> 2 C2H5OH + 2 CO2}}}
Synthese uit etheen:
{\displaystyle {\ce {C2H4 + H2O -> C2H5OH}}}

## Fysische eigenschappen
Ethanol is een kleurloze, vluchtige vloeistof met een sterke, karakteristieke geur. Het brandt in een normale atmosfeer met een rookloze blauwe vlam, die in gewoon licht niet altijd goed waarneembaar is.
De fysische eigenschappen van ethanol vinden voor een groot deel hun oorsprong in de hydroxylgroep en de kleine lengte van de koolstofketen. De hydroxylgroep van ethanol neemt deel aan waterstofbindingen, waardoor ethanol minder vluchtig en viskeuzer is dan andere organische verbindingen met een vergelijkbare molaire massa.

### Als oplosmiddel

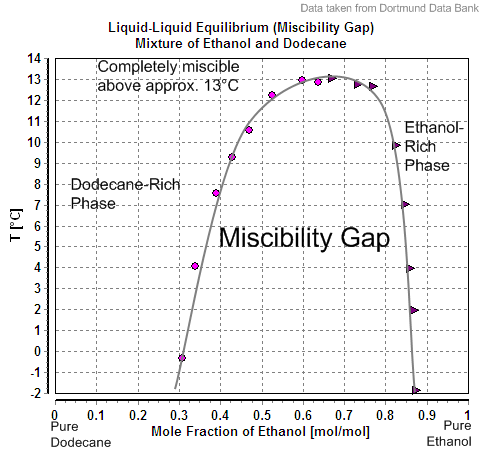
Ontmengingsgebied bij het vloeistof-vloeistofevenwicht in een mengsel van ethanol en dodecaan.

Ethanol is een bijna universeel oplosmiddel, mengbaar met water in alle verhoudingen, maar daarnaast ook met een grote verscheidenheid aan organische oplosmiddelen zoals azijnzuur, aceton, benzeen, tetrachloormethaan, chloroform, di-ethylether, etheenglycol, glycerol, nitromethaan, pyridine en tolueen. Het is ook mengbaar met kleinere alkanen, zoals n-pentaan en n-hexaan, en met alifatische halogeenverbindingen, zoals trichloorethaan en tetrachlooretheen.
De mengbaarheid van ethanol met water staat in scherp contrast met de mengbaarheid van hogere alkanolen (vijf of meer koolstofatomen), waarvan de mengbaarheid met water sterk daalt met het aantal koolstofatomen. De mengbaarheid van ethanol met alkanen beperkt zich tot undecaan. Mengsels met dodecaan en hogere alkanen vertonen een ontmengingsgebied (Engels: (im)miscibility gap) beneden een bepaalde temperatuur. Voor dodecaan is dit ongeveer 13 °C. Boven deze temperatuur zijn beide stoffen onbeperkt mengbaar met elkaar. Bij hogere alkanen (meer koolstofatomen) wordt het gebied waarin twee fasen naast elkaar bestaan breder en de temperatuur waaronder fase-scheiding optreedt stijgt.

### Ethanol en water
Als ethanol en water gemengd worden is het volume van het mengsel kleiner dan de som van de bij elkaar gevoegde volumes. Er treedt bijgevolg volumecontractie op. Als gelijke volumes van ethanol en water samengevoegd worden is het totaalvolume slechts 1,92 maal het volume van elk der vloeistoffen. De oorzaak hiervoor is dat water een kleiner molecuul is dan ethanol, waardoor de bijeengevoegde volumes niet simpelweg optelbaar zijn. Het mengen van ethanol en water is exotherm; bij 298 K kan de mengwarmte (afhankelijk van de gebruikte mengverhouding) oplopen tot 777 J/mol.
Ethanol vormt met water een azeotroop dat bij atmosferische druk voor 96 volumeprocent uit ethanol bestaat en voor 4 volumeprocent uit water. Thermodynamisch wordt het mengsel anders beschreven: het azeotroop treedt op bij ongeveer 89 mol-% ethanol en 11 mol-% water. Het optreden van het azeotroop is sterk afhankelijk van de druk. Daalt de kooktemperatuur (door de lagere druk) onder de 303 K, dan treedt geen azeotroop meer op.
Door het optreden van waterstofbruggen tussen de moleculen is zuivere ethanol zeer hygroscopisch: het absorbeert zeer snel waterdamp uit de omringende lucht. Door de aanwezigheid van de polaire hydroxylgroep is ethanol een goed oplosmiddel voor een groot aantal polaire stoffen, met name natrium- en kaliumhydroxide, magnesiumchloride, calciumchloride, ammoniumchloride, ammoniumbromide en natriumbromide. Natrium- en kaliumchloride zijn matig oplosbaar in ethanol. Omdat ethanol ook over een apolair gedeelte beschikt, kan ethanol ook goed optreden als oplosmiddel voor niet-polaire verbindingen, waaronder met name de commercieel en biologische belangrijke etherische oliën en een grote hoeveelheid geur- en smaakstoffen. Ook veel geneesmiddelen worden met behulp van ethanol toegediend.
De toevoeging van slechts enkele procenten ethanol aan water heeft al een groot effect op de oppervlaktespanning van het mengsel. Deze eigenschap verklaart het optreden van het verschijnsel dat bekendstaat als de tears of wine (letterlijk: wijntranen), ook het Marangoni-effect genoemd. Als wijn voorzichtig in een glas wordt gezwenkt, zal de ethanol uit de dunne vloeistoffilm op het glas snel verdampen. Terwijl het ethanolgehalte van de wijnfilm daalt, zal de oppervlaktespanning snel stijgen. De vloeistoffilm concentreert zich tot een druppelachtig geheel en loopt meer in samentrekkende stroompjes dan als een film over het glas terug naar beneden.
Mengsels van ethanol en water die meer dan ongeveer 50 % ethanol bevatten, zijn ontvlambaar en kunnen makkelijk worden aangestoken. Het flamberen is hier een bekend voorbeeld van. Ethanol-watermengsels die minder dan 50% ethanol bevatten, kunnen eveneens ontstoken worden, maar moeten daarvoor dan eerst verwarmd worden. Sommige keukenrecepten schrijven voor dat wijn toegevoegd moet worden aan de al hete inhoud van een pan.

## Absolute alcohol

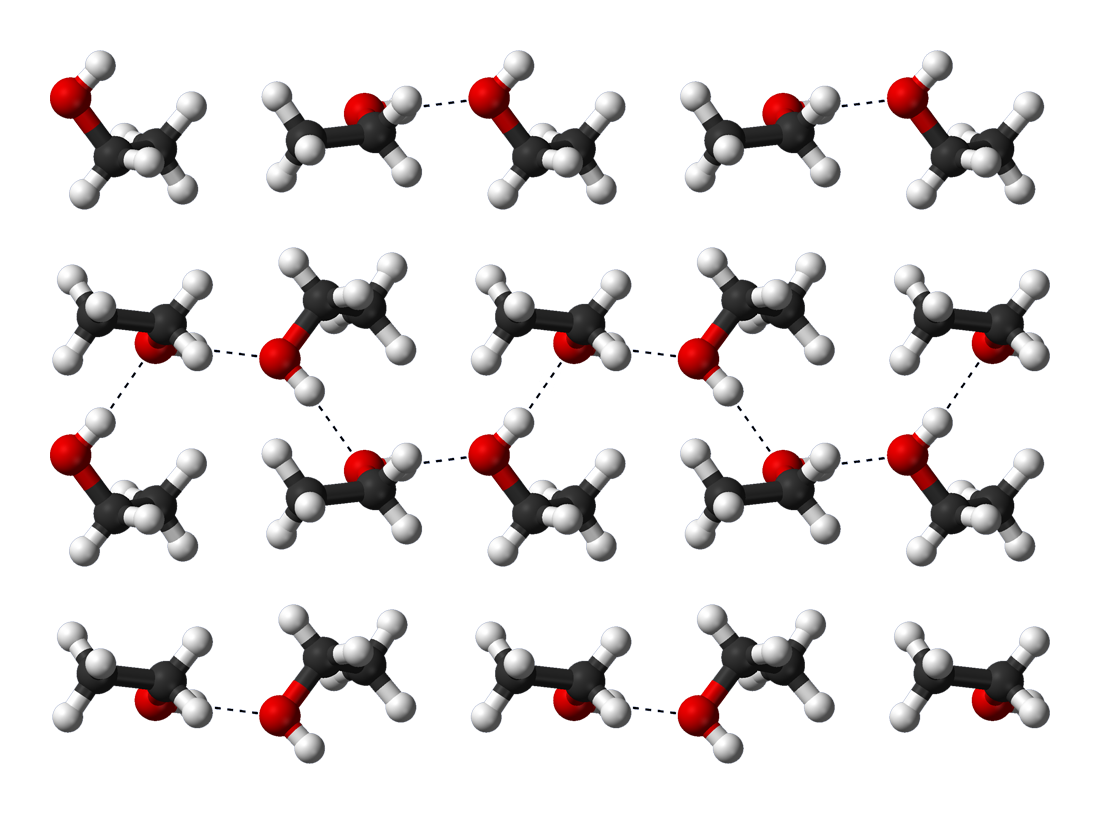
Waterstofbruggen in vast ethanol bij −186°C.

Nagenoeg 100 % zuivere, watervrije ethanol - absolute alcohol - wordt verkregen door destillatie onder toevoeging van benzeen. Water en benzeen vormen samen namelijk ook een azeotroop die kan worden afgedestilleerd, waardoor de alcohol overblijft. Het alcoholproduct bevat dan echter nog sporen benzeen en is daardoor gevaarlijk bij consumptie, omdat benzeen carcinogeen is. De laatste resten water kunnen indien nodig ook worden verwijderd door destillatie met geconcentreerde glycerine, of door ongebluste kalk of watervrij kopersulfaat toe te voegen en het resterende mengsel af te destilleren. Spiritus is een onzuivere vorm van 85 % ethanol waaraan het giftige methanol, een geurstof en een kleurstof zijn toegevoegd, respectievelijk om hem ondrinkbaar te maken en daarvoor te waarschuwen.

## Consumptie
Veel soorten gist kunnen koolhydraten onder anaerobe omstandigheden omzetten in ethanol en koolstofdioxide. Deze gisting wordt door de mens aangewend bij het maken van alcoholische dranken als bier en wijn. Bij ongeveer 15 % ethanol, afhankelijk van het gebruikte type gist, gaan de gistcellen zelf dood: ze sterven dus eigenlijk in hun eigen afval. Sterkere alcoholische dranken kunnen alleen op kunstmatige wijze worden geproduceerd. Hiervoor kan men het product destilleren. Kleine hoeveelheden ethanol worden wel in het lichaam zelf aangemaakt tijdens de spijsvertering in de darmen.

## Reacties
Bij reactie met een (aard)alkalimetaal ontstaat er onder ontwijking van waterstofgas het zeer basische ethoxide-anion. Dit reactieproduct wordt bij verscheidene chemische reacties vaak gebruikt, waaronder eliminatiereactie of andere reacties waar een erg sterke base voor nodig is.

## Toepassingen

### Alcoholische dranken
Alcoholhoudende dranken worden veel gedronken als sociaal geaccepteerd genotmiddel: bier, wijn, likeur en sterkedrank. Het is een van de meest algemeen beschikbare en gebruikte drugs. Volgens de Belgische toxicoloog Jan Tytgat kan alcohol door de fysiek verslavende eigenschappen gerekend worden tot de harddrugs. Toch wordt alcohol wettelijk niet als zodanig aangemerkt. De verkoop, consumptie en belasting van alcohol staat wereldwijd onder verschillende vormen van wettelijke regelgeving. In de meeste landen wordt een verbod voor minderjarigen gehandhaafd.
De stof heeft ook een corrosieve werking. Wanneer men sterk geconcentreerde alcohol, zoals in sterkedrank, drinkt voelt men bij de eerste slokken een zeer branderig gevoel in de slokdarm. Dit kan bij herhaling gevaarlijk zijn en ernstige inwendige schade opleveren.

### Ontsmettingsmiddel
Ethanol bezit een ontsmettende werking. Het is minder gangbaar doordat er meer ontsmettingsmiddelen bekend zijn, maar het is mogelijk dat een arts de huid ontsmet met alcohol, bijvoorbeeld voordat hij iemand een injectie geeft. Een mogelijk nadeel is dat dit sterk kan prikken in geval van wonden. Bij gebrek aan beter is het echter een prima ontsmettingsmiddel en in tijden van nood en schaarste zoals oorlogssituaties wordt alcohol ingezet en dit zowel om te ontsmetten als om te verdoven, bijvoorbeeld bij operaties. In microbiologische laboratoria wordt een oplossing van 70% ethanol - en 30% water - als ontsmettingsmiddel voor laboratoriumtafels gebruikt. Een hogere concentratie dan 70% heeft minder bacteriedodende werking.

### Reinigingsmiddel

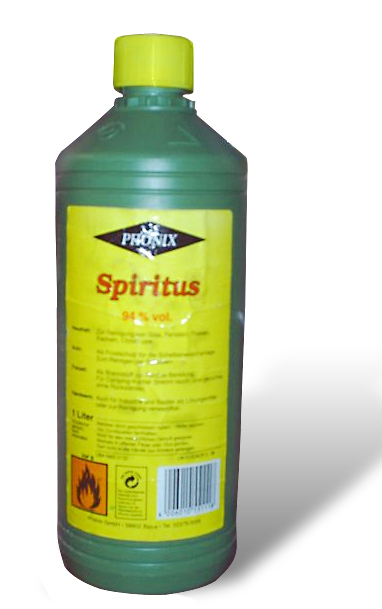
Brandspiritus

Veel reinigingsproducten bevatten alcohol. Zowel omdat het snel vervliegt en dus het product waar het op is gebruikt snel droogt maar ook omdat het ontvet. (Brand-)spiritus wordt bijvoorbeeld gebruikt om ruiten schoon te maken.
De ethanol is dan vermengd met onder andere methanol en - in ieder geval in Nederland - ook een blauwe waarschuwingskleurstof.

### Brandstof
Ethanol wordt op zeer grote schaal bereid door vergisting van suikers. Het is in voldoende zuivere vorm ook zeer brandbaar en kan in verbrandingsmotoren als weinig vervuilende brandstof worden gebruikt, omdat de verbrandingsproducten relatief schoon zijn (in theorie enkel koolstofdioxide en water). In Brazilië rijden veel auto's op bio-ethanol. Deze bio-ethanol wordt gewonnen uit vergist sap van suikerriet met behulp van destillatie. In landen als Brazilië, de Verenigde Staten en sinds 1 januari 2007 ook Nederland wordt ethanol ook vermengd met gewone benzine. Het geschikt maken van auto's voor het rijden op ethanol vergt maar een zeer kleine aanpassing. Vermengd met methanol en kleurstof wordt het verkocht als brandspiritus voor huishoudelijk gebruik. De methanol zorgt er tevens voor dat de brandspiritus ondrinkbaar is.

### Vloeistofthermometer
Ethanol wordt gebruikt als vloeistof in vloeistofthermometers. Vanwege het lage vriespunt kan een alcoholthermometer tot ver onder het vriespunt van water de temperatuur nog aangeven.